# Franz Joseph Lauth
Franz Joseph Lauth, auch: Franz Josef Lauth, (* 18. Februar 1822 in Arzheim; † 11. Februar 1895 in München) war ein deutscher Pädagoge, Orientalist und Fachautor.

## Leben
Franz Josef Lauth wurde als Sohn des Landwirts Franz Joseph Lauth und seiner Ehefrau Barbara, geborene Siener, in Arzheim, heute ein Ortsteil von Landau in der Pfalz, geboren. Verheiratet war er mit Fanny, geborene Lingen; aus der Ehe ging eine Tochter hervor.

### Lehrtätigkeit
Nach Besuch der Königlich Bayerischen Lateinschule und des Gymnasiums in Landau studierte er 1842 bis 1845 an der Universität München Klassische Philologie und war daneben als Hauslehrer von Emil Schlagintweit, Sohn des Münchner Augenarztes Joseph Schlagintweit tätig. Nach dem Lehramtsexamen zunächst Lehrer an der Lateinschule in Kusel wurde er zum Schuljahr 1849/50 als Studienlehrer an die Lateinische Schule des Wilhelmsgymnasiums in München versetzt. 1853 bis 1856 wirkte er außerdem als Repetitor der lateinischen Sprache am Münchner Kadettenkorps. 1856 zum Gymnasialprofessor befördert, unterrichtete er von 1856/57 bis Ende des Schuljahres 1862/63 in der Gymnasialstufe. 1863 bis 1865 unternahm er eine Studienreise zu mehreren ägyptischen Sammlungen in Europa. Zum Oktober 1865 wurde er als Gymnasialprofessor an das Maximiliansgymnasium München versetzt; sein Gesuch um Verlängerung einer bereits laufenden Beurlaubung wurde abgelehnt. Infolge eines zweiten Gesuchs, nun auf „Urlaub auf unbestimmte Zeit wegen gestörter Gesundheitsverhältnisse“ wurde ihm ein 6-wöchiger Urlaub bewilligt, der bis zum Ende des Sommerhalbjahrs 1866 aufgedehnt wurde. Am 1. Oktober 1866 begann er somit die Lehrtätigkeit am Maximiliansgymnasium. Bereits zum Jahreswechsel 1868/69 wegen Krankheit wieder beurlaubt, wurde er zum 1. April 1869 mit vollem Gehalt in den Ruhestand versetzt. Gleichzeitig wurde er zum Ehrenprofessor für Ägyptologie an der Philosophischen Fakultät der Universität München ernannt.

### Wissenschaftliche Tätigkeit
Anlässlich seiner Veröffentlichung über das germanische Runenfuthark erhielt Lauth 1857 von Herzog Maximilian in Bayern die „Goldene Medaille“ und damit Zugang zur Bibliothek Ludwigs I. und die kgl. Sammlungen ägyptischer Objekte. Während seiner Studienreise 1863–1865 besuchte er die ägyptischen Sammlungen in Wien, Triest, Rom, Florenz, Paris, London und Leiden (dort insbesondere die Papyri); 1865 wurde er für seine Studien über den Zodiakkreis von Dendera und den Priester Manetho mit der „Großen Goldenen Medaille“ ausgezeichnet. Nach Beendigung seiner Lehrtätigkeit wurde er zum Konservator der ägyptischen Sammlung in München und zum Honorarprofessor für Ägyptologie ernannt. 1872/73 bereiste er Ägypten und hielt sich in Kairo, Alexandria und Luxorauf. Seine Eindrücke schilderte er in „Ägyptischen Reisebriefen“ 1873 in der „Allgemeinen Zeitung Augsburg“, seine weitschweifigen populären Artikel, unter anderem auch in der An der neugegründeten „Zeitschrift für Ägyptische Sprache und Alterthumskunde“ oder der „Literarischen Rundschau“, lösten jedoch zunehmend auch Kritik aus. 1882 schied er aus seinen Ämtern aus.

### Mitgliedschaften und weitere Ehrungen
Lauth war unter anderem Mitglied der Bayerischen Akademie der Wissenschaften (1866 außerordentlich; 1875 ordentlich), aus der er 1882 austrat, sowie Mitglied der „Deutschen morgenländischen Gesellschaft“. 1872 erfolgte die Verleihung des Ritterkreuzes I. Klasse des kgl. Verdienstordens vom Heiligen Michael.

## Schriften (Auswahl)
- Die Geburt der Minerva auf der Cospianischen Schale. Etymologisch-mythologische Abhandlung, in: Jahresbericht über das k. Wilhelmsgymnasiums in München 1852. München 1852.
- Das vollständige Universal-Alphabet. Auf der physiologisch-historischen Grundlage des hebräischen Systems zu erbauen versucht. Selbstverlag, München 1855.
- Das germanische Runen-Fudark, aus den Quellen kritisch erschlossen und nebst einigen Denkmälern zum ersten Male erklärt: ein sprachwissenschaftlicher Beitrag zur ältesten Cultur-Geschichte des europäischen Central-Volkes. Selbstverlag, München 1857.
- Ueber den Thierkreis des Heter. Schreiben des Herrn Lauth, Prof. am Wilhelms-Gymnasium in München, an Hrn. Dr. Brugsch in Berlin, in: Zeitschrift der Deutschen Morgenländischen Gesellschaft, Band 17, Nr. 2, 1863. S. 358–361.
- Les zodiaques de Denderáh. Mémoire où l'on établit que ce sont des calendriers commémoratifs de l'époque gréco-romaine. Avec 7 planches, dont 2 coloriées. C. Wolf et fils, Munich 1865.
- Erklärendes Verzeichniss (Catalogue raisonné) der in München befindlichen Denkmäler des ägyptischen Alterthums. Wolf & Sohn, München 1865.
- Manetho und der Turiner Königs-Papyrus: unter sich, mit den Denkmälern und andern Urkunden verglichen und kritisch geprüft. Wolf & Sohn, München 1865.
- Über änigmatische Datierungen, in: Zeitschrift für ägyptische Sprache und Altertumskunde 3, 1865.
- Julius Caesar, in: Zeitschrift für ägyptische Sprache und Altertumskunde 3, 1865.
- Die siebentägige Trauer um Osiris / * Drei Neujahrsfeste / * Die ägyptische Dekade, in: Zeitschrift für ägyptische Sprache und Altertumskunde 4, 1866.
- Homer und Aegypten, in: Programm des K. Maximilians-Gymnasiums in München zum Schlusse des Schuljahrs 1866/67. Straub, München 1867.
- Ueber den ägyptischen Ursprung unserer Buchstaben und Ziffern, in: Sitzungsberichte der königlich bayerischen Akademie der Wissenschaften, Band 2, F. Straub, München 1867, S. 84–124. Digitalisat.
- Moses der Ebraeer, nach zwei aegyptischen Papyrus-Urkunden in hieratischer Schriftart. Wolf, München 1868.
- Varianten zu hotep, in: Zeitschrift für ägyptische Sprache und Altertumskunde 6, 1868.
- Die geschichtlichen Ergebnisse der Aegyptologie. Vortrag in der öffentlichen Sitzung der k. Akademie der Wissenschaften am 20. März 1869 zur Vorfeier ihres einhundert und zehnten Stiftungstages gehalten. Verlag der K. Akademie, München 1869.
- Papyrus Prisse, 4 Teile in einem Band. 1: Der Autor Kadjimna vor 5400 Jahren, 2: Über Chufu's Bau und Buch, 3: Der Prinz Ptahhotep über das Alter (de senectute), 4: Ptahhotep's Ethik (Sittenregeln). Akademische Buchdruckerei von F. Straub, in Commission bei G. Franz, München 1869/70.
- Die Pianchi-Stele, aus den Abhandlungen der k. b. Akademie der Wissenschaften, philos.-philol. Classe, Bd. XII,1, Verlag der K. Akademie, München 1870.
- (mit Wilhelm von Christ): Führer durch das Königliche Antiquarium in München. G. Franz, München 1870.
- Aegyptologische Abhandlungen in Separatdrucken 1–6.  München 1874–1877.
- Ein neuer Kambyses-Text, aus den Abhandlungen der k. b. Akademie der Wissenschaften, philos.-philol. Classe, Bd. XIII, Verlag der K. Akademie, München 1875.
- Alexander in Aegypten, aus den Abhandlungen der k. b. Akademie der Wissenschaften, philos.-philol. Classe, Bd. XIV, Verlag der K. Akademie, München 1876.
- Aegyptische Chronologie basirt auf die vollständige Reihe der Epochen seit Bytes-Menes bis Hadrian-Antonin durch drei volle Sothisperioden = 4380 Jahre. München 1877.
- Troja's Epoche, aus den Abhandlungen der k. b. Akademie der Wissenschaften, philos.-philol. Classe, Bd. XVIII,2, Verlag der K. Akademie, München 1877.
- Busiris und Osymandyas, aus den Abhandlungen der k. b. Akademie der Wissenschaften, philos.-philol. Classe, Bd. XVIII,3, Verlag der K. Akademie, München 1878.
- Aus Aegyptens Vorzeit, Band 1, aus den Abhandlungen der k. b. Akademie der Wissenschaften, philos.-philol. Classe, Bd. XVIII,3, Verlag der K. Akademie, München 1878.
- Aus Aegyptens Vorzeit, Band 2: Die geschichtlichen Zeiträume, Band 3: Das mittlere Reich: Dyn. XII–XVIII, Band 4, Band 5. Hofmann, Berlin 1880.
- Siphthas und Amenmeses, aus den Abhandlungen der k. b. Akademie der Wissenschaften, philos.-philol. Classe, Bd. XV.2, Verlag der K. Akademie, München 1879.
- Moses-'Hosarsyphos-Sali'hus, Levites-A'haron frater, Ziporah-Debariah conjux, Miriam-Bellet soror, Elisheba-Elizebat fratria, ex monumento inferioris Aegypti per ipsum Mosen abhinc annos MMMCD dedicato nunc primum in lucem ptotraxit. Trübner, Straßburg 1879.
- Die Phoenixperiode, aus den Abhandlungen der k. b. Akademie der Wissenschaften, philos.-philol. Classe, Bd. XV.2, Verlag der K. Akademie, München 1880.
- Pyramidentexte, in: Die aegyptische Chronologie gegenüber der historischen Kritik des Herrn Alfred von Gutschmid (aus den Sitzungsberichten der K. b. Akademie der Wissenschaften zu München), Verlag der K. Akademie, München 1882, S. 269–326.

## Archivalien
- Lauth, J., Dr., bayerischer Professor der Ägyptologie, Forschungen über die astronomischen Denkmäler der alten Ägypter. 1864. 9 Bilder. Bayerisches Hauptstaatsarchiv, 2.3.4.2.17.1 Gesandtschaft Paris 1–3, (Signatur: Gesandtschaft Paris 11042).
- Lauth, Johann, Dr., Universitätsprofessor in München: 12 handschr. Schreiben (Bilder) 1872. 2.3.4.2.17.1 Gesandtschaft Päpstlicher Stuhl 1 (Signatur: BayHStA, Gesandtschaft Päpstlicher Stuhl 2302).
- Nachlass Hermann Joseph Lauth 1, 1849 bis 1872, Dienstliche Dokumente: München, Bayerisches Hauptstaatsarchiv (https://www.gda.bayern.de/findmitteldb/Kapitel/55357/?L=1&cHash=2766b3f218c52da436531073778ac618)

Enthält: Belobigung und Ankündigung der Versetzung durch die Regierung der Pfalz, 1849; Erlaubnis zum Vorrücken des Studienlehrers Lauth von der II. in die III. Klasse des Wilhelm-Gymnasiums in München, 1854; Erlaubnis zum Vorrücken von der III. in die IV. Klasse, 1858; Erlaubnis zur Edition der „Aegyptica der kgl. Vereinigten Sammlungen“ durch König Ludwig I., 1865; Gewährung der 3. Dienstalterszulage für den Gymnasialprofessor Lauth am Maximilian-Gymnasium München, 1866; Übertragung der Funktion eines Konservators der ägyptologischen Sammlung bei dem kgl. Generalkonservatorium der wissenschaftlichen Sammlungen des Staates, 1869; Ernennung zum Konservator durch König Ludwig II., 1872.
- Nachlass Hermann Joseph Lauth 2, 1849 bis 1872: Auszeichnungen: München, Bayerisches Hauptstaatsarchiv (https://www.gda.bayern.de/findmitteldb/Kapitel/55357/?L=1&cHash=2766b3f218c52da436531073778ac618)

Enthält: Ernennung zum außerordentlichen Mitglied der Akademie der Wissenschaften, 1866; Gewährung einer Audienz durch König Ludwig II., 1872; Verleihung des Ritterkreuzes I. Klasse des kgl. Verdienstordens vom Heiligen Michael, an den Honorarprofessor der Universität München, 1872; Ernennung zum ordentlichen Mitglied der Akademie der Wissenschaften.